# 向阳镇 (灵璧县)
向阳镇，原为向阳乡，是中华人民共和国安徽省宿州市灵璧县下辖的一个乡镇级行政单位。2021年3月撤乡设镇。

## 行政区划
向阳镇下辖以下地区：
大西村、大桥村、艳阳村、苏圩村、武圩村、向阳村、河王村、官庄村、南王集村、汤圩村、新湖村和马桥村。